# 廖任磊
廖任磊（1993年8月30日—）是台灣職業棒球選手，司職投手，目前效力於中華職棒富邦悍將。弟弟廖乙忠也是職棒投手。

## 生平
高中時曾赴日留學，畢業後返台升學。2014年於開南大學就讀的廖任磊獲得美國職棒匹茲堡海盜隊網羅，開啟了職業生涯，效力海盜隊小聯盟的兩年間，教練針對廖的投球機制進行了改造，但效果不佳反造成退步，最後廖決定自請離隊返台。回台後在開南大學教練郭李建夫的調整下，廖逐漸找回了較好的投球感覺，並於2015年亞洲冬季棒球聯盟中投出了生涯新高的154km/h球速，再次受到了球探的矚目。

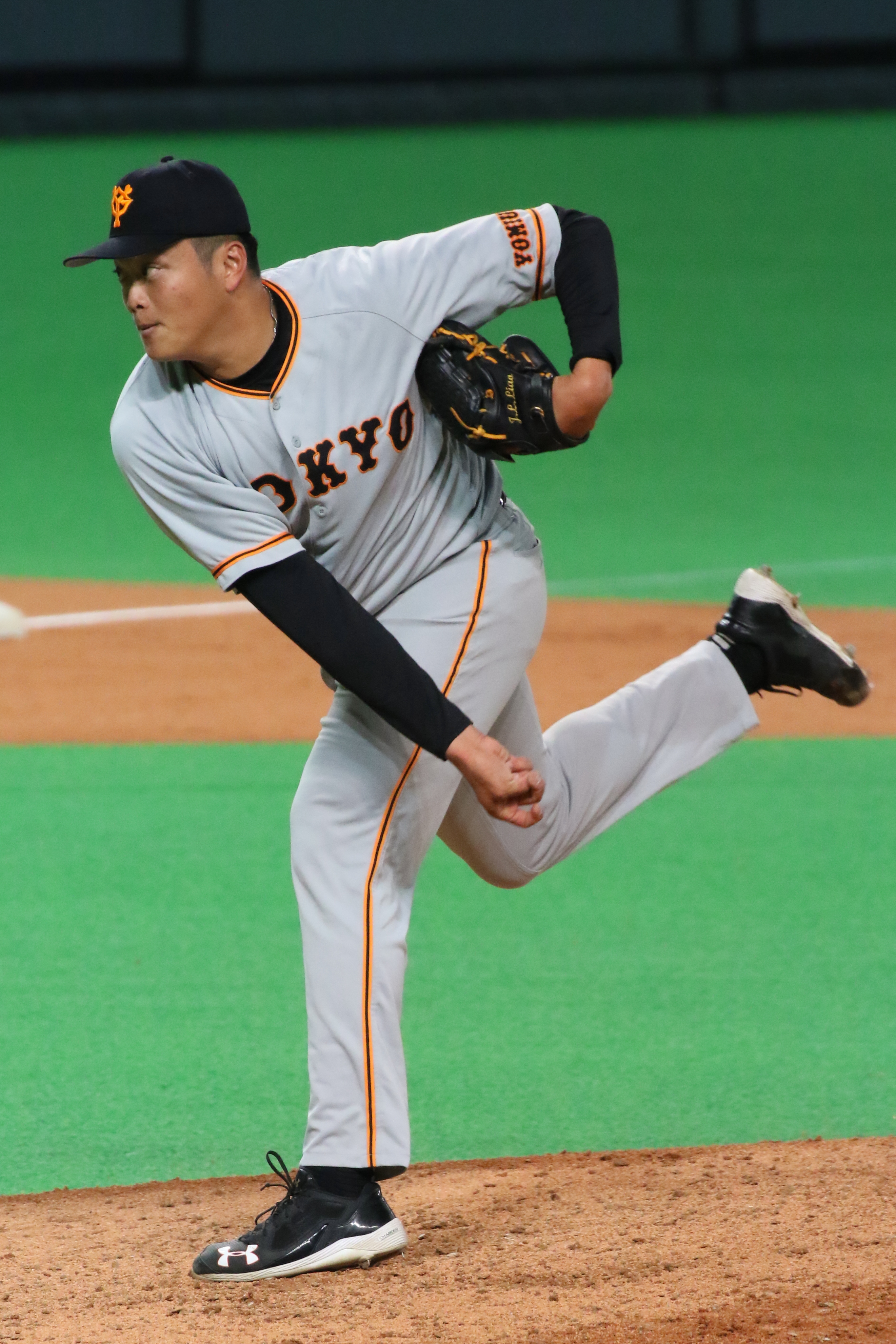
讀賣巨人隊時期

由於廖任磊曾於日本共生高中求學3年，因此得以選秀球員身份加入日本職棒，在2016年底的日本職棒選秀會，廖被讀賣巨人隊以第七指名選中，再度成為旅外球員。另外，其身高201公分、體重125公斤的魁梧身材，也是日職選秀會的史上最高、最重紀錄。
2017年整季在巨人二軍出賽，期間投出了個人生涯最高的157km/h球速。
2018年季後遭巨人隊釋出，之後參加了11月的日職戰力外測試會，西武隊觀察後決定簽下廖任磊。
2019年4月3日首度於日職一軍出賽，對羅德隊在9局上登板後援一局無失分。同年10月遭西武隊釋出。

## 職棒生涯成績

### 日本職棒
| 年度 | 球隊       | 出賽 | 先發 | 勝投 | 敗投 | 中繼 | 救援 | 完投 | 完封 | 四壞 | 三振 | 責失 | 投球局數 | 自責分率 | WHIP |
| ---- | ---------- | ---- | ---- | ---- | ---- | ---- | ---- | ---- | ---- | ---- | ---- | ---- | -------- | -------- | ---- |
| 2019 | 埼玉西武獅 | 3    | 0    | 0    | 0    | 0    | 0    | 0    | 0    | 0    | 4    | 1    | 3        | 3.00     | 1.33 |
| 合計 | 1年        | 3    | 0    | 0    | 0    | 0    | 0    | 0    | 0    | 0    | 4    | 1    | 3        | 3.00     | 1.33 |

## 外部連結
- 廖任磊在美國職棒（英语）
- 廖任磊在日本職棒（英语）
- 廖任磊在中華職棒
- 廖任磊在Baseball-Reference.com（小聯盟以及海外聯盟）（英语）
- 廖任磊在FanGraphs.com（英语）
- 廖任磊在The Baseball Cube（英语）
- 廖任磊在台灣棒球維基館上的頁面（繁體中文）
- 廖任磊的X（前Twitter）